# Emmaste (Landgemeinde)
Die Landgemeinde Emmaste (estnisch Emmaste vald, deutsch: Emmast) ist eine ehemalige Gemeinde im Südwesten des estnischen Kreises Hiiu (Hiiu maakond).

## Lage und Beschreibung
Emmaste war eine der vier Landgemeinden auf der zweitgrößten estnischen Insel Hiiumaa (deutsch Dagö). Sie lag etwa vierzig Kilometer entfernt von der Inselhauptstadt Kärdla. Die Fläche betrug 197,5 km². Die Landgemeinde hatte eine 63 Kilometer lange Ostseeküste. 62 % des Gebiets waren von Wald bedeckt.
Die Landgemeinde hatte 1.102 Einwohner (Stand 31. Dezember 2011). Die wichtigsten Siedlungen waren neben dem Hauptort Emmaste (Emmaste küla) die Dörfer Jausa, Leisu, Metsalauka und Riidaküla.
Wirtschaftliche Bedeutung hat der Hafen von Sõru. Von dort verkehren regelmäßig Fähren auf die größte estnische Insel, Saaremaa (Ösel). Im Ort befindet sich auch ein Museum.

## Dörfer
Zur Gemeinde gehörten neben dem Hauptort Emmaste (217 Einwohner) die Dörfer (külad)
| - Haldi - Haldreka - Harju - Hindu - Härma - Jausa - Kabuna | - Kaderna - Kitsa - Kurisu - Kuusiku - Kõmmusselja - Külaküla - Külama | - Laartsa - Lassi - Leisu - Lepiku - Metsalauka - Metsapere - Muda | - Mänspe - Nurste - Ole - Õngu - Prassi - Prähnu - Pärna | - Rannaküla - Reheselja - Riidaküla - Selja - Sepaste - Sinima - Sõru | - Tilga - Tohvri - Tärkma - Ulja - Valgu - Vanamõisa - Viiri |

## Geschichte
Während des Mittelalters gehörte die Gegend dem Bischof von Saare-Länne (Ösel-Wiek). Das eigenständige Kirchspiel Emmaste wurde 1866 gegründet. Im folgenden Jahr wurde die Kirche von Emmaste fertiggestellt. Ende des 19. Jahrhunderts entstand die Landgemeinde. Bis 1950 gehörte sie zum Kreis Lääne.
Während der sowjetischen Besetzung Estlands waren die Kreise abgeschafft. Stattdessen war die Estnische SSR in Rajone unterteilt. Die Landgemeinde Emmaste wurde nach Wiedererlangung der estnischen Unabhängigkeit 1992 geschaffen. 2017 fusionierten alle Gemeinden auf Hiiumaa zur neuen Landgemeinde Hiiumaa.

## Bilder

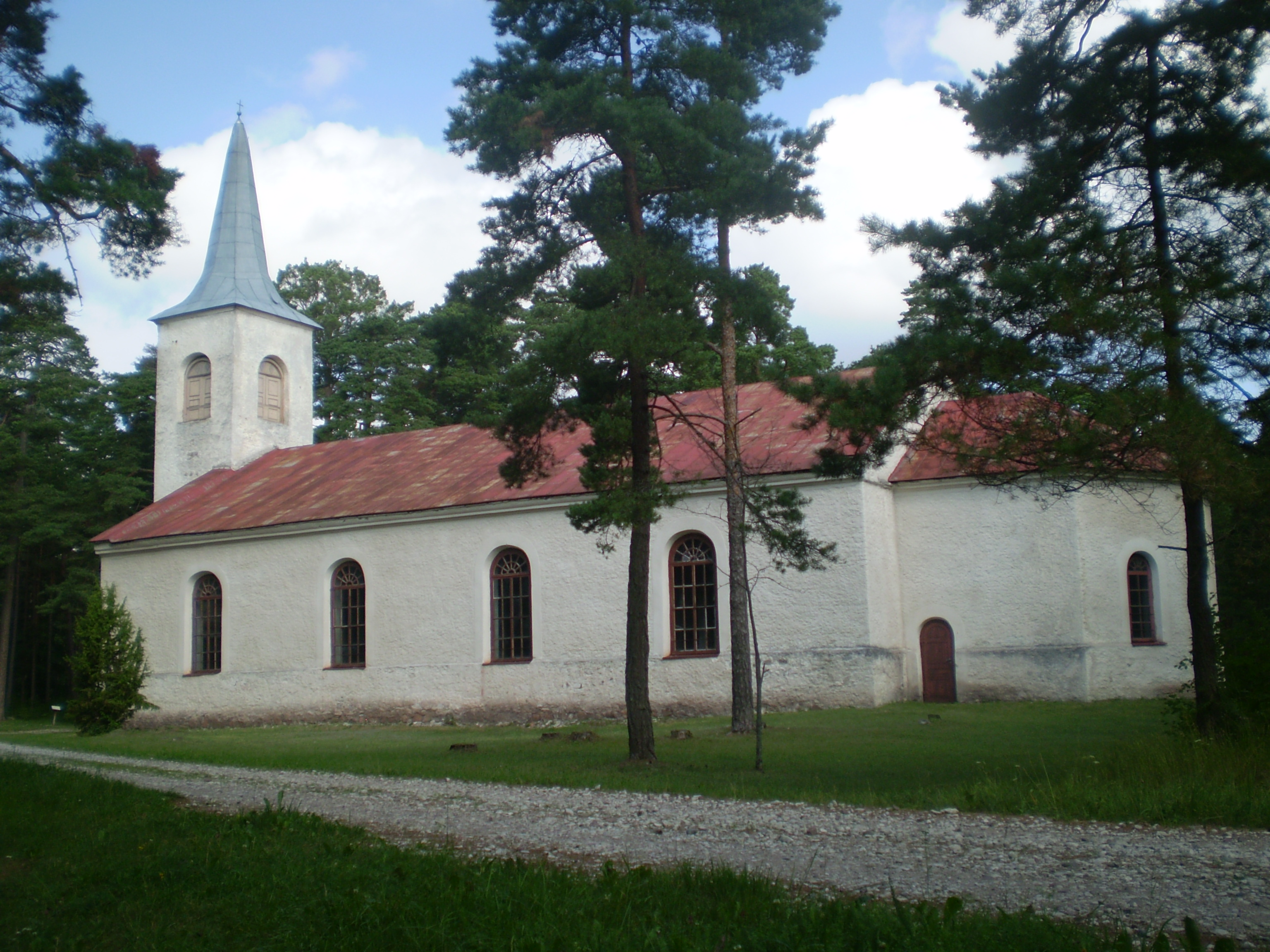
Evangelisch-Lutherische Kirche von Emmaste
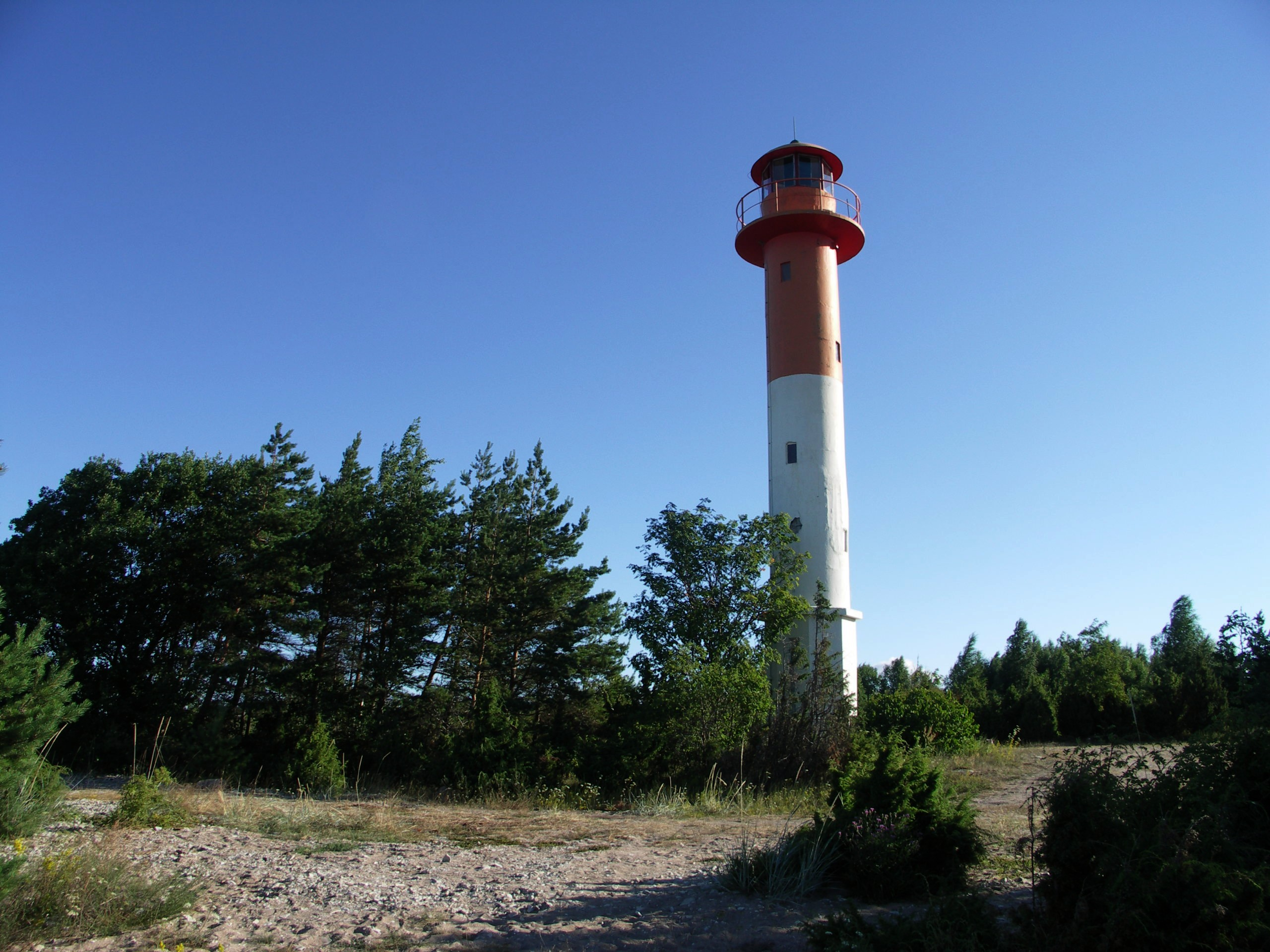
Leuchtturm von Sõru
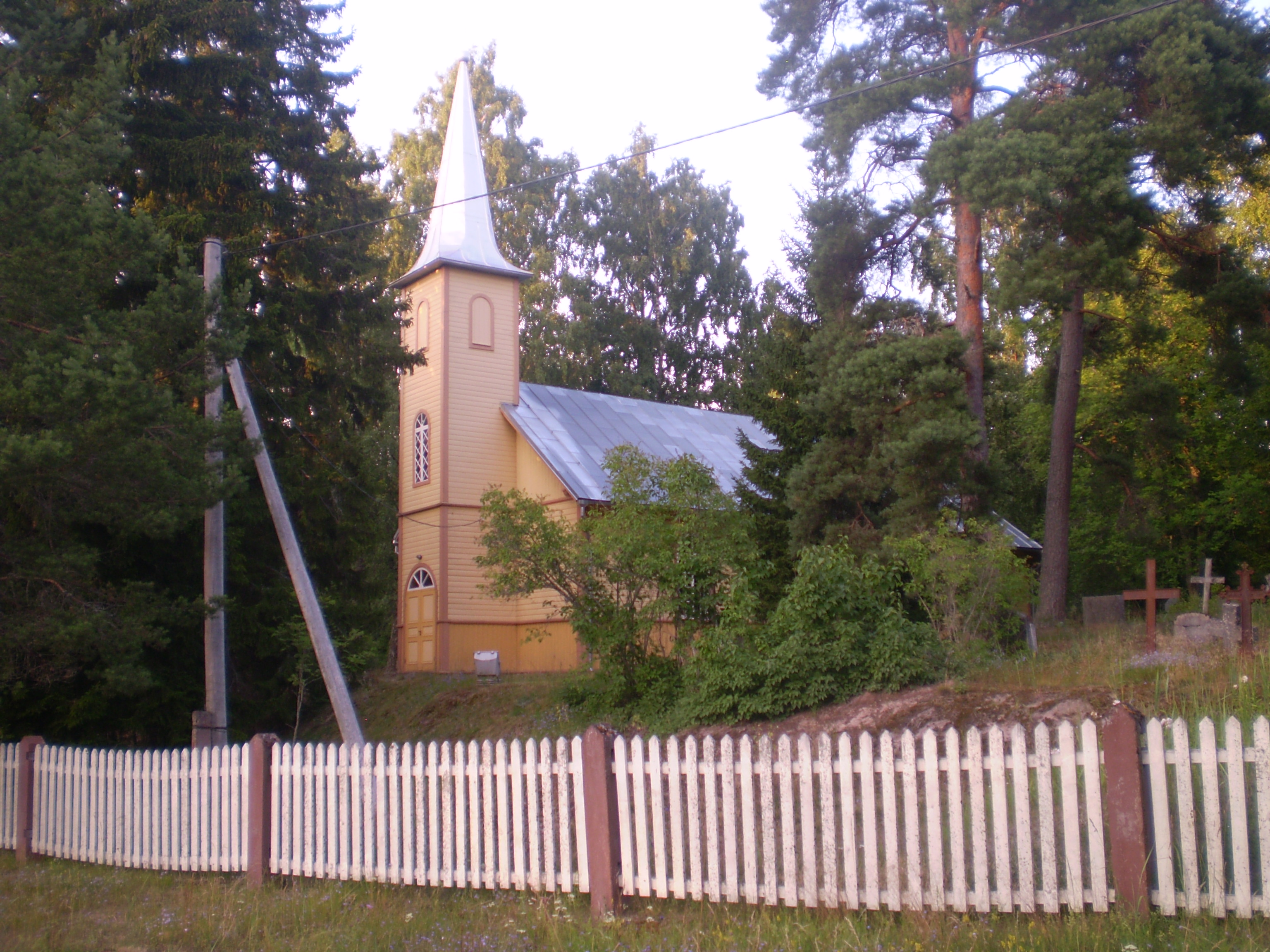
Kirche von Mänspe
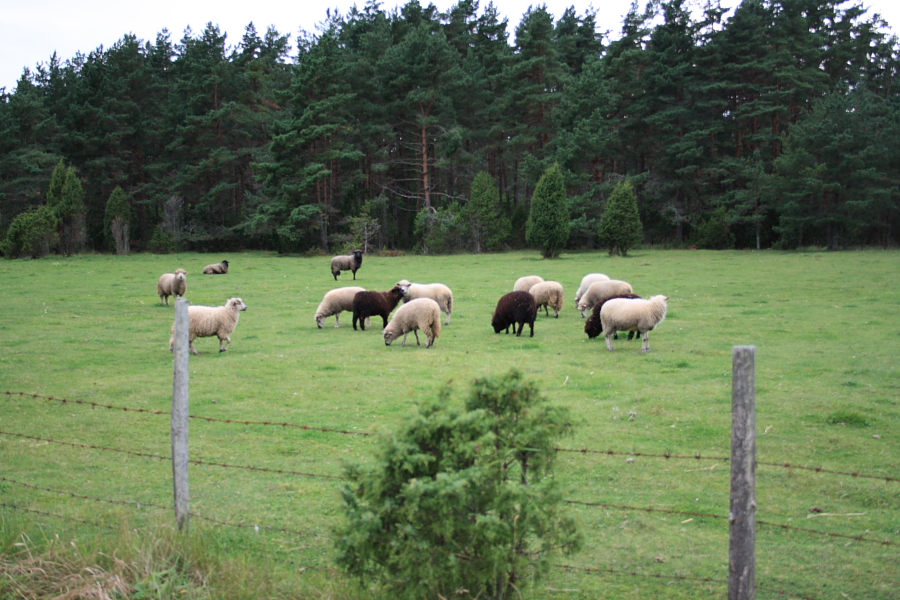
Schafe bei Emmaste
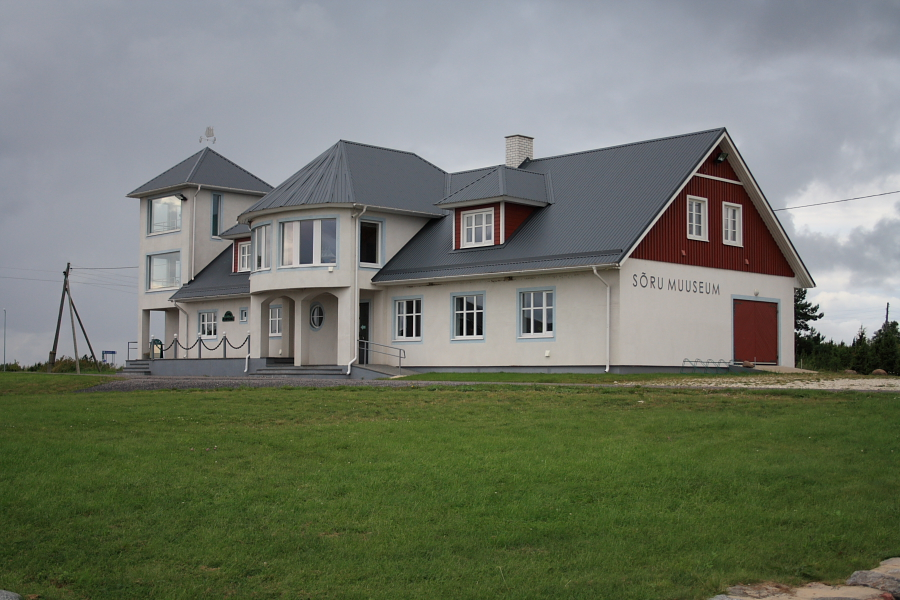
Museumsgebäude in Sõru